# Ryan Larkin
Ryan Larkin (* 31. Juli 1943 in Montréal; † 14. Februar 2007 in Saint-Hyacinthe) war ein kanadischer Animator und Trickfilmregisseur.

## Biografie
Larkin studierte Bildende Künste am Montreal Museum of Fine Arts. Im Alter von neunzehn Jahren wurde er in den frühen 1960er Jahren vom National Film Board of Canada als Zeichner angestellt. Der Animator Norman McLaren erkannte in ihm Talent und half ihm, selbst Trickfilme zu realisieren. So entstand 1966 der alptraumhafte, einminütige Kurzfilm Citérama. McLaren war so begeistert, dass er ihm ein zweites Projekt ermöglichte: Syrinx um eine Begegnung der gleichnamigen Nymphe aus der griechischen Mythologie mit dem Gott Pan.
In der Animationsszene bekannt wurde er durch den Film Walking (1969), der für den Oscar als „bester animierter Kurzfilm“ nominiert war. Der Film, an dem Larkin zwei Jahre lang arbeitete, zeigt gehende Menschen. Dabei werden die Farben der gezeigten Figuren immer wieder verwischt, wodurch sich die Konturen neuer Figuren ergeben.
1972 folgte der neunminütige Street Musique, der eine ähnlich positive Rezeption wie Walking erfuhr. 1978 beendet er seine Arbeit am National Film Board of Canada, weil sein fertiggestellter Film Ding Bat Rap bei den Mitarbeitern des Unternehmens nicht gut ankam.
Den Großteil der Fördergelder dieses Films hatte er für seine Kokain- und Alkoholsucht ausgegeben, der er sich in den folgenden Jahren hingab. Larkin lebte eine Zeit lang als Obdachloser in Montréal. Im Sommer 2000 war er schließlich im Auswahlkomitee des Ottawa International Animation Festival und lernte dort den Regisseur Chris Landreth kennen. Landreth drehte einen animierten Kurzfilm über Larkins Leben und sozialen Absturz. Der dokumentarische Film mit dem Titel Ryan erschien 2004 und wurde ein mehrfach preisgekrönter Erfolg; unter anderem gewann er einen Oscar.
Durch Landreths Film bekam Larkin die Möglichkeit, wieder Filme zu machen. Zuletzt arbeitete er an der Animation Spare Change über seine Erfahrungen als Bettler und Obdachloser auf den Straßen Montréals. 2007 erlag er im Alter von 63 Jahren seinem Leiden an Lungenkrebs.

## Filmografie
- 1966: Citérama
- 1966: Syrinx
- 1969: Walking
- 1972: Street Musique